# Shori Hamada
Pour les articles homonymes, voir Hamada.
Shōri Hamada (浜田尚里), née le 25 septembre 1990, est une judokate japonaise. Luttant dans la catégorie des moins de 78 kg, mi-lourds, elle est médaillée d'or aux championnats d'Asie en 2017, puis elle remporte le titre mondial lors des Championnats du monde 2018. Le 29 juillet 2021, aux Jeux olympiques de Tokyo, elle remporte la médaille d'or face à Madeleine Malonga en finale.

## Palmarès

### Compétitions internationales
| Année | Compétition           | Lieu      | Résultat | Catégorie      |
| ----- | --------------------- | --------- | -------- | -------------- |
| 2017  | Championnats d'Asie   | Hong Kong | 1re      | Moins de 78 kg |
| 2018  | Championnats du monde | Bakou     | 1re      | Moins de 78 kg |
| 2019  | Championnats du monde | Tokyo     | 2e       | Moins de 78 kg |
| 2021  | Jeux olympiques       | Tokyo     | 1re      | Moins de 78 kg |

| Année | Compétition                   | Lieu  | Résultat |
| ----- | ----------------------------- | ----- | -------- |
| 2018  | Championnats du monde (mixte) | Bakou | 1re      |
| 2019  | Championnats du monde (mixte) | Tokyo | 1re      |
| 2021  | Jeux olympiques (mixte)       | Tokyo | 2e       |

### Masters mondial, Tournois Grand Chelem et Grand Prix
| Année | Compétition     | Lieu       | Résultat | Catégorie      |
| ----- | --------------- | ---------- | -------- | -------------- |
| 2014  | Grand Chelem    | Tokyo      | 3e       | Moins de 78 kg |
| 2015  | Grand Chelem    | Tioumen    | 3e       | Moins de 78 kg |
| 2015  | Grand Prix      | Qingdao    | 1re      | Moins de 78 kg |
| 2017  | Grand Prix      | Zagreb     | 1re      | Moins de 78 kg |
| 2017  | Grand Chelem    | Tokyo      | 1re      | Moins de 78 kg |
| 2018  | Grand Chelem    | Paris      | 3e       | Moins de 78 kg |
| 2018  | Grand Chelem    | Osaka      | 3e       | Moins de 78 kg |
| 2018  | Masters mondial | Guangzhou  | 3e       | Moins de 78 kg |
| 2019  | Grand Chelem    | Bakou      | 3e       | Moins de 78 kg |
| 2019  | Grand Prix      | Montréal   | 1re      | Moins de 78 kg |
| 2019  | Grand Chelem    | Osaka      | 2e       | Moins de 78 kg |
| 2020  | Grand Chelem    | Düsseldorf | 1re      | Moins de 78 kg |
| 2021  | Masters mondial | Doha       | 2e       | Moins de 78 kg |
| 2021  | Grand Chelem    | Antalya    | 1re      | Moins de 78 kg |
| 2022  | Grand Chelem    | Budapest   | 3e       | Moins de 78 kg |
| 2022  | Grand Chelem    | Tokyo      | 2e       | Moins de 78 kg |